# 炭酸飽和
炭酸飽和（carbonation）とは、二酸化炭素を水または水溶液に溶かすことをいう。これにより、炭酸水、発泡ミネラルウォーター、ソフトドリンクなどに発泡性を付与する。ビールの泡も、発泡ワインやシャンパンがコルクを飛ばし泡を立てるのも炭酸飽和の作用によるものである。

## 発泡

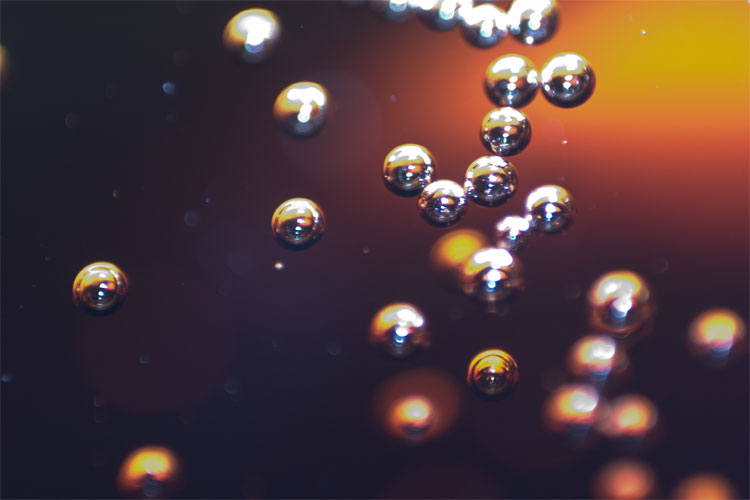
炭酸飲料に生ずる気泡は二酸化炭素である。

発泡は水溶液から気体が抜けていく際に起きる。実験室では、塩酸を石灰岩にかけると激しく発泡する。大理石のかけらや制酸薬の粒を塩酸の入った試験管に入れ、コルクで蓋をすると二酸化炭素の発泡を確認できる。この反応は次の化学反応式で表される。
{\displaystyle {\ce {CaCO3 + 2HCl -> H2CO3 + CaCl2}}}
炭酸は即座に水と二酸化炭素に分解するので、最終的にこの反応は次のような化学反応式で表される。
{\displaystyle {\ce {CaCO3 + 2HCl -> H2O + CO2 + CaCl2}}}
同様に二酸化炭素のガスを発生する化学反応として、炭酸水素ナトリウムと、クエン酸などの不揮発性の酸との反応で、揮発性の重炭酸イオンが二酸化炭素として抜けてゆく反応が存在する。化学反応式は次の通り。
{\displaystyle {\ce {C6H8O7 + 3NaHCO3 -> 3H2O + 3CO2 + Na3C6H5O7}}}
水溶液から二酸化炭素が気泡となって抜けていくプロセスは、与圧して炭酸を溶け込ませた水を減圧した時に二酸化炭素ガスが発生するもので、次の化学反応式で表される。
{\displaystyle {\ce {H2CO3 -> H2O + CO2}}}
単純に言えば、ガスを発生する液体ではこの化学反応が起きている。

## 炭酸飽和度
ソフトドリンク、炭酸水、ビールなどの炭酸飲料の質は、溶解したCO2（炭酸飽和を発生させる気体）の量、すなわち飲料内の炭酸の量に影響される。二酸化炭素 (CO2) は、4.27 μmの赤外線を吸収するので、赤外線炭酸飽和度センサーで外から測定可能である。従来はヘンリーの法則による温度と圧力の関係を使って炭酸飽和度を測定していたが、この方式は密度やエタノールに影響されるため、赤外線による測定法が考案された。赤外線による測定はランベルト・ベールの法則を使ってCO2分子を直接測定するため、密度やエタノールに影響されない。飲料の炭酸飽和度は1リットル当たりの容積またはグラム数で表される。これは、CO2を溶け込ませることで飲料の重量が変化するためである。このことは、炭酸水の重さを測ってみればわかる。溶液がこぼれない状態で蓋をしないでいると、二酸化炭素が徐々に抜けていくため重量が減っていく。蓋をして瓶を振ってから蓋を外して重さを測ってみれば、よりはっきり重量が減ったことがわかる。

## 自然な炭酸飽和と強制的な炭酸飽和
炭酸ガスは自然な発酵によっても発生し、製造工程でそのような発酵を行っている飲料は自然に炭酸飽和されている。例えば伝統的な作り方のシャンパンがこれに当たる。また、炭酸泉のように、天然に見られるものもある。人為的に強制的に炭酸飽和させる場合は、与圧して二酸化炭素を添加する。

## 利用

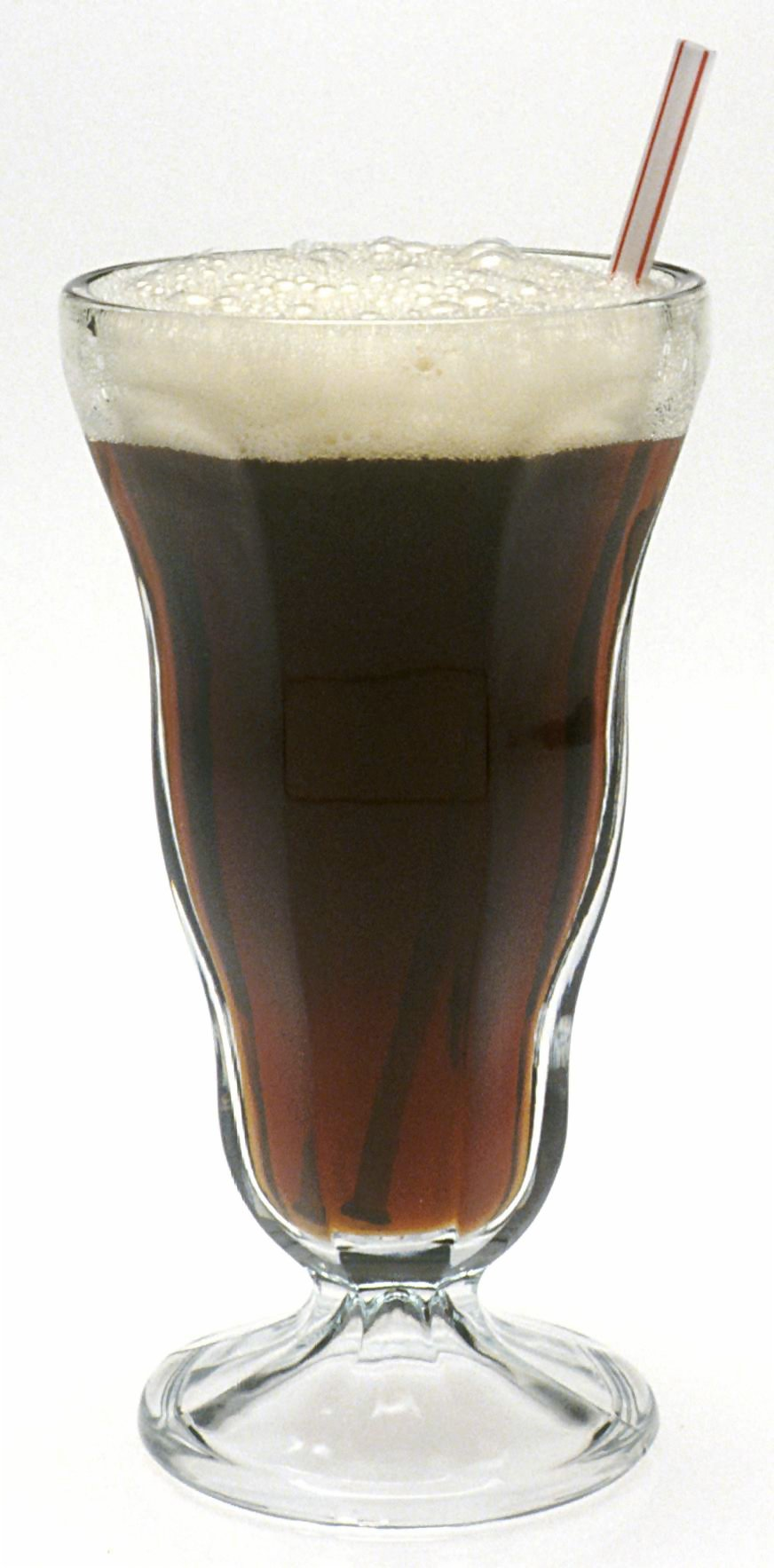
炭酸飲料

### 食品用途
炭酸飲料では、飲料に「刺激」を加えるために炭酸飽和を行う。炭酸飲料の軽く焼けるような刺激は溶け込んでいる炭酸によるもので、気泡が刺激を発生しているわけではない。例えば、蓋を開ける前と同じ圧力が与圧された部屋で炭酸飲料を飲むと、気泡がほとんど発生しないが、口中に感じる刺激は通常の環境と変わらない。ただし炭酸の蒸気圧は低いため、ソーダをそのような環境で飲んだ時の刺激は炭酸によるものではなく、他の酸によるものだけとなり、味が違うように感じられる可能性がある。ペプシコーラやコカ・コーラの刺激は、リン酸や他の非公開の酸によるもので、圧力の変化によって風味も変化する。
また、炭酸飲料の炭酸が抜けていないということは「未開封」の証しであるため、商道徳が低い地域で特に好まれる傾向がある。

### 産業用途
炭酸飽和は食品以外にも、産業用途にて使われることもある。例えば炭酸飽和によって溶液中の遊離酸素の発生を抑えることができ、それによって溶液のpH値を若干低下させられる。カーペット洗浄液の中には、有機物をより効率的に溶かすために炭酸飽和を利用しているものがある。
発泡プラスチックを得る手段の1つに、強制的な炭酸飽和が利用されている。溶融発泡成形法の2段法では、1台目の押出機内で加熱し合成樹脂に流動性を付与させた状態で、二酸化炭素などガスを吹き込み飽和させた状態を作り出す。2台目では温度を下げ、飽和ガスの遊離を利用して合成樹脂を発泡状（フォーム）にさせながら押出し成形する。なお、ガスには炭化水素類も用いられるものの、環境負荷低減や安全環境問題から、イナートガス（不活性ガス）や二酸化炭素への転換が望まれている。